# When Time Ran Out
El día del fin del mundo (When Time Ran Out...), también llamada en algunos países de Hispanoamérica Al final del tiempo, es una película estadounidense de 1980, del productor Irwin Allen, creador de filmes de desastres como The Towering Inferno (Infierno en la torre / El coloso en llamas) y The Poseidon Adventure (La aventura del Poseidón). Fue dirigida por James Goldstone y protagonizada por Paul Newman (Exodus), William Holden (The Bridges at Toko-ri), James Franciscus (Beneath the Planet of the Apes), Jacqueline Bisset, Ernest Borgnine (The Poseidon Adventure), Red Buttons, Burgess Meredith, Valentina Cortese, Veronica Hamel, Edward Albert, Noriyuki "Pat" Morita (The Karate Kid) y Barbara Carrera.

## Argumento
Un volcán ha estado en reposo durante bastante tiempo en una gran isla de Hawái y de pronto comienza a mostrarse activo. Fumarolas y temblores de tierra así lo indican. Coincidiendo con la inauguración de un enorme hotel, un grupo de científicos entra en la chimenea del volcán con el fin de descubrir a qué se debe el aumento de terremotos en la zona. Al descubrir que el gigante está a punto de colapsar, intentan convencer a la población de la isla de la necesidad de abandonarla de inmediato, pero se topan con la negativa del propietario del hotel. De pronto el volcán hace erupción y descubren que su única posibilidad de escapar significa salir de allí lo más pronto posible. Corriendo contra el tiempo y pasando por un gigantesco río de lava, los supervivientes intentan llegar a un sitio seguro mientras que los que se quedaron en el hotel aguardan una muerte segura.
- Datos: Q1197274